# Vinton Cerf
Vinton Gray Cerf, in het dagelijks leven Vint Cerf genoemd (New Haven (Connecticut), 23 juni 1943) is een Amerikaans internetontwerper en zakenman. Hij wordt ook wel de 'vader van het internet' genoemd.
Cerf ontwikkelde in 1973 samen met Bob Kahn de architectuur van wat later het internet werd.
Van 1976 tot 1982 was hij bij het Advanced Research Projects Agency van het Department of Defense (DARPA), waar hij een hoofdrol speelde bij het ontwerpen van het TCP/IP-protocol en het internet.
Als vicepresident van MCI Digital Information Services van 1982 tot 1986 leidde hij de techniek van MCI Mail, de eerste commerciële e-maildienst. In 1986 ging hij naar de Corporation for National Research Initiatives van Bob Kahn.
Hij kwam terug naar MCI in 1994 als "Senior Vice President of Internet Architecture", waar hij bleef tot 2005. Op 8 september 2005 kondigde het bedrijf Google Inc. aan, dat Cerf bij hen in dienst was getreden als "Chief Internet Evangelist".
In december 1997 kreeg hij de "National Medal of Technology" van president Bill Clinton, samen met zijn partner Robert E. Kahn, voor deze prestaties. Cerf verkreeg eredoctoraten van de Universiteit van de Balearic Islands, ETH in Zwitserland, Universiteit Twente (Nederland), Capitol College and Gettysburg College. In 2008 werd de Japanprijs aan hem toegekend. In 2012 werd Cerf door de Internet Society geëerd voor zijn werk als Internet pionier door opgenomen te worden in de Internet Hall of Fame. In 2023 werd hij onderscheiden met de IEEE Medal of Honor.
In 1997 trad Cerf toe tot de Board of Trustees van Gallaudet University, een universiteit voor het onderwijs aan doven en slechthorenden in Washington DC. Cerf zelf is slechthorend. Hij was ook lid van de Board of Associates van de universiteit.
1966: Alan J. Perlis ·
1967: Maurice V. Wilkes ·
1968: Richard Hamming ·
1969: Marvin Minsky ·
1970: J.H. Wilkinson ·
1971: John McCarthy ·
1972: Edsger Dijkstra ·
1973: Charles W. Bachman ·
1974: Donald E. Knuth ·
1975: Allen Newell, Herbert Simon ·
1976: Michael Rabin, Dana S. Scott ·
1977: John Backus ·
1978: Robert W. Floyd ·
1979: Kenneth E. Iverson ·
1980: Tony Hoare ·
1981: Edgar F. (Ted) Codd ·
1982: Stephen A. Cook ·
1983: Ken Thompson, Dennis M. Ritchie ·
1984: Niklaus Wirth ·
1985: Richard M. Karp ·
1986: John Hopcroft, Robert Tarjan ·
1987: John Cocke ·
1988: Ivan Sutherland ·
1989: William Kahan ·
1990: Fernando J. Corbató ·
1991: Robin Milner ·
1992: Butler Lampson ·
1993: Juris Hartmanis, Richard E. Stearns ·
1994: Edward Feigenbaum, Raj Reddy ·
1995: Manuel Blum ·
1996: Amir Pnueli ·
1997: Douglas Engelbart ·
1998: Jim Gray ·
1999: Frederick P. Brooks, Jr. ·
2000: Andrew Chi-Chih Yao ·
2001: Ole-Johan Dahl, Kristen Nygaard ·
2002: Ron Rivest, Adi Shamir, Leonard M. Adleman ·
2003: Alan Kay ·
2004: Vinton G. Cerf, Robert E. Kahn ·
2005: Peter Naur ·
2006: Frances E. Allen ·
2007: Edmund M. Clarke, E. Allen Emerson, Joseph Sifakis ·
2008: Barbara Liskov ·
2009: Charles Thacker ·
2010: Leslie Valiant ·
2011: Judea Pearl ·
2012: Shafi Goldwasser, Silvio Micali ·
2013: Leslie Lamport ·
2014: Michael Stonebraker ·
2015: Martin Hellman, Whitfield Diffie ·
2016: Tim Berners-Lee ·
2017: John L. Hennessy, David Patterson ·
2018: Yoshua Bengio, Geoffrey Hinton, Yann LeCun ·
2019: Patrick M. Hanrahan, Edwin E. Catmull ·
2020: Alfred Aho, Jeffrey Ullman ·
2021: Jack Dongarra ·
2022: Robert Metcalfe ·
2023: Avi Wigderson